# Arroyo Tamanduá
El arroyo Tamanduá es un curso de agua ubicado en el noreste del departamento de Artigas. Nace en la Cuchilla de Yacaré Cururú, en la zona conocida como Chacras de Pintado, cuyas elevaciones de escasa altitud reparten aguas entre los arroyos Pintadito, Pintado Grande y Tamanduá.
El curso de agua recorre una penillanura basáltica con tramos de arena roja. Constituye la columna vertebral de los predios lecheros ubicado próximos a la ciudad Artigas, sosteniendo en sus tramos iniciales las plantaciones de tabaco próximas a esta ciudad.
En su curso medio presenta cursos estables sobre lecho de Arena Colorada atravesando por el predio donde se ubica la Escuela Agraria Víctor Rivoir en la Artigas y luego de discurrir por debajo de la Ruta Número 30, atraviesa predios de la Sede Campestre del Club Juan Zorrilla de San Martín.
En su curso inferior conforma espacios de lagunas y montes galería desembocando en la margen izquierda del Río Cuareim.
En todos los tramos de su curso podemos encontrar montes galería y serranos donde se ubican varias especies de Fauna y Flora nativa.